# Абышево (Удмуртия)
Абышево (удм. Абышгурт) — деревня в Алнашском районе Удмуртии, входит в Ромашкинское сельское поселение. 

## География
Находится в 6 км к северо-востоку от села Алнаши и в 81 км к юго-западу от Ижевска.

## История
По итогам десятой ревизии 1859 года в 17 дворах казённой деревни Абышево Елабужского уезда Вятской губернии проживали 56 жителей мужского пола и 48 женского. До 1909 года жители деревни числились прихожанами Свято-Троицкой церкви села Варзи-Ятчи, а после открытия прихода в селе Ключёвка — Вознесенской церкви.
На 28 марта 1924 года находилась в Азаматовском сельсовете Алнашской волости Можгинского уезда. В 1929 году упраздняется уездно-волостное административное деление и деревня причислена к Алнашскому району.
В 1931 году в деревне организована сельскохозяйственная артель (колхоз) «Горд Бызара» (Красный Суслик). Согласно уставу: «…В члены артели могли вступить все трудящиеся, достигшие 16-летнего возраста (за исключением кулаков и граждан, лишённых избирательных прав)…». В 1932 году в колхозе состояло 16 хозяйство с общим количеством населения 41 человек, в том числе трудоспособных 33 человека. На январь 1933 года у колхоза находилось 254,27 гектаров земли. В 1934 году в колхозе имелись свиноводческая товарная ферма, кузница для ремонта сельхозинвентаря, крупорушка и сушилка.
В 1949 году колхоз «Горд Бызара» был переименован в колхоз «Звезда». В ноябре 1950 года решением общего собрания колхозников колхоз «Звезда» вошёл в состав колхоза «имени Пушкина», центральной усадьбой которого была деревня Старая Шудья. В 1951 году Абышево перечислено в Алнашский сельсовет. В 1958 году колхозы «имени Пушкина» и «имени Крупской», объединены в колхоз «Россия», который в 1963 году был переименован в колхоз «Правда», центральная усадьба колхоза по-прежнему размещалась в деревне Старая Шудья.
В 1991 году Алнашский сельсовет разделён на Алнашский и Ромашкинский сельсоветы, деревня передана в состав нового сельсовета. 16 ноября 2004 года Ромашкинский сельсовет был преобразован в муниципальное образование «Ромашкинское» и наделён статусом сельского поселения.

## Население
| 2008 | 2010 | 2012 |
| ---- | ---- | ---- |
| 28   | ↘22  | ↘20  |